# 마하 와치랄롱꼰
마하 와치랄롱꼰(태국어: มหาวชิราลงกรณ, 문화어: 마하 바지라롱콘, 1952년 7월 28일 ~ )은 태국의 제10대 국왕이다. 짜끄리 왕조의 라마 10세로 정식 명칭은 프라밧솜뎃 프라뽀라멘타라 라마티보디시신 마하 와치랄롱꼰 프라와치랄끌라오 짜오유후아(태국어: พระบาทสมเด็จพระปรเมนทรรามาธิบดีศรีสินทรมหาวชิราลงกรณฯ พระวชิรเกล้าเจ้าอยู่หัว)이다.
방콕에서 푸미폰 아둔야뎃 전 국왕과 시리낏 왕비 사이에서 장남으로 태어났다. 1972년 그가 20세였을 당시, 푸미폰 아둔야뎃 왕은 그에게 솜뎃프라보롬오라사티랏 짜오파마하와치랄롱꼰 사얌마꿋랏꾸만(태국어: สมเด็จพระบรมโอรสาธิราช เจ้าฟ้ามหาวชิราลงกรณ สยามมกุฎราชกุมาร)이라는 칭호를 하사하였으며, 그를 왕자 겸 왕위 계승자, 즉 왕세자로 삼았다.
오스트레일리아 왕립사관학교를 졸업한 이후에 태국 공군 장교로 복무하였으며 오스트레일리아군, 영국군, 미군과 함께 군사 작전을 전개하였다. 군 조종사와 헬리콥터 조종 자격을 얻은 그는 1970년대에 태국 공산당에 대한 군사 작전에 참여하였으며, 캄보디아 국경을 넘은 베트남 군대에 대한 전투 작전을 이끌었다.

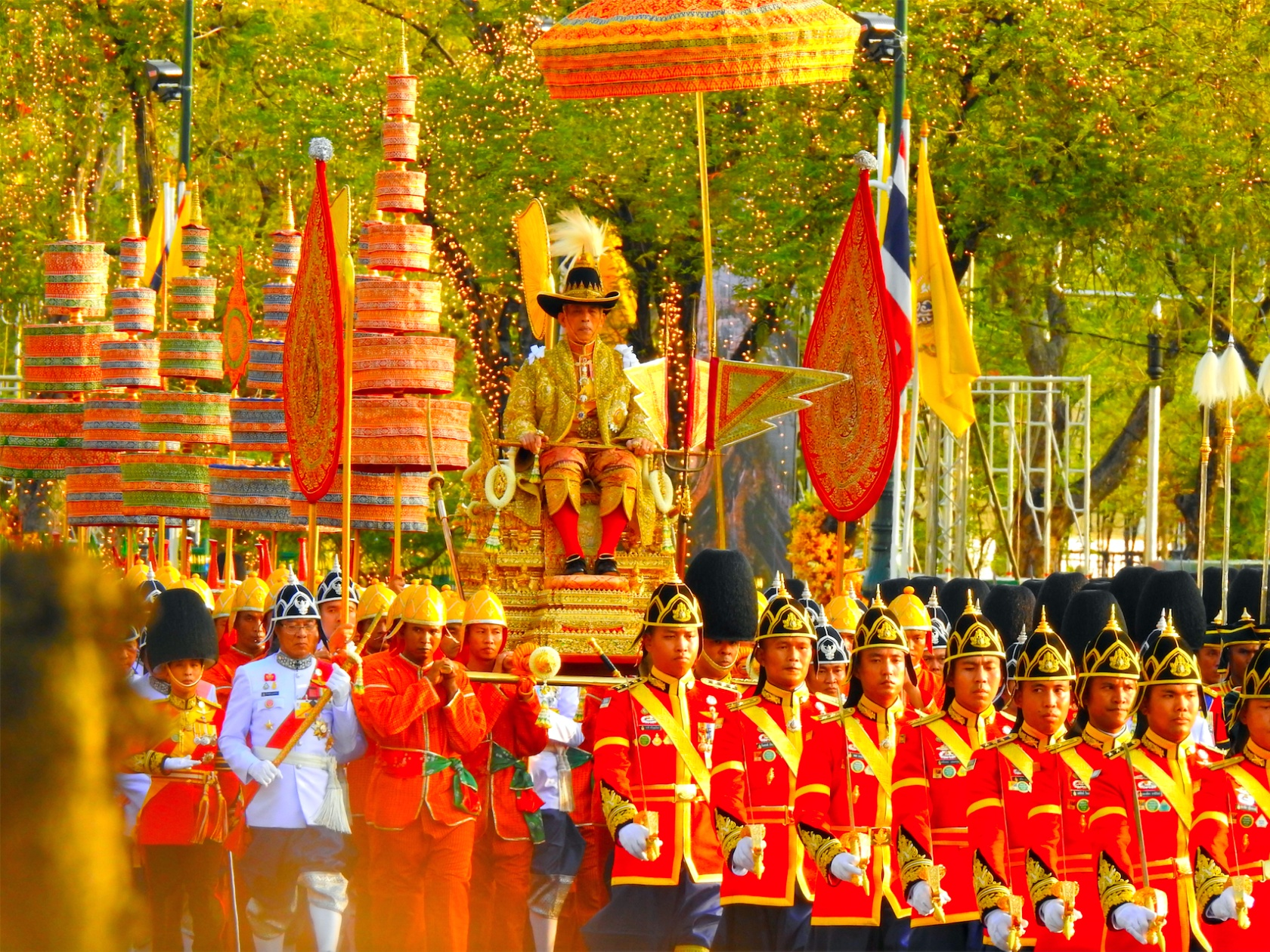
라마 10세 국왕 즉위식(2019년)

## 생애

### 어린 시절
와치랄롱꼰은 방콕의 두싯 왕궁의 암바라 저택에서 태어났다. 그는 방콕의 초등학교에서 교육을 받고, 그 후 영국(서머싯주의 밀필드 학교)과 오스트레일리아(시드니의 시드니 왕립학교)의 사립중등학교에서 교육을 받았다.

## 경력

### 학위
와치랄롱꼰은 오스트레일리아 캔버라 던트룬의 왕립 공군사관학교에서 군대 교육을 맡았고, 이후 공군 장교 복무하였으며 또한 태국 방콕의 수코타이 탐마티랏 대학교에서 인문학 학위를 취득하였다. 1980년 탐마삿 대학교에서 명예 정치학 박사 학위, 1987년 쭐랄롱꼰 대학교에서 명예 정치학 박사 학위, 1989년에는 람캄행 대학교에서 명예 법학 박사 학위를 받았다. 1981년 7월에는 전두환 대통령이 태국을 방문했을 때 수교훈장 광화장을 받기도 했다.

### 왕세자 즉위
그는 1972년 12월 28일 12시 23분에 왕세자로 선포되었고 , 짜끄리 왕조의 세 번째 왕세자가 되었다.

### 군 복무
1975년부터 그는 태국 왕립 육군에서 육군 장교로 복무하게 되었다. 이후 타이 왕국 육군정보부에서 참모 장교로도 복무하게 되었으며, 1978년에는 국왕 경호 대대의 장이 되었다. 와치랄롱꼰은 미국과 영국, 오스트레일리아와의 군사 작전 기간 동안 정규 교육을 받았고, 특공대 폭파 작전, 비정규전 전술 및 선진 항해 훈련을 배웠다. 1970년대, 그는 태국 북동쪽 지역에서의 태국 공산당 세력에 대항하는 대게릴라전 군사 작전을 이끌었으며, 또한 크메르 루주 정권 동안에는 캄보디아 국경 일대의 작전에 가담하였다.

### 단기 수도원 생활
하지만, 그 해에 그는 군 생활이 아닌, 태국의 불교도들의 관습에 따라, 승려로 임명되었다.1978년 11월 6일, 그는 26세의 나이에 왓 프라 스리 라타나 사사다람에서 승려로 서품되었다. 왕족의 전통처럼, 그는 와트 보우노니위트 비하라에서 "바지랄롱코르노"라는 수도명으로 15일 동안 머물렀다.

### 의료 발전
와치랄롱꼰은 외딴 지역에 사는 사람들을 위한 의료 및 건강 관리 센터 역할을 하기 위해 대중이 기부한 기금을 통해 "왕자 병원"을 설립했다. 크라운 프린스 병원은 1977년에 21곳에 세워졌다. 이들 병원은 2011년 일반인에게 국제표준 서비스를 제공하는 주요 커뮤니티 병원이 되었다.

### 농업 발전
농업 발전에 관심이 있는 와치랄롱꼰은 "이동식 농업 클리닉 프로젝트"를 수락했다. 이 프로젝트는 농부들에게 농업 생산의 효율성을 높이고 농부들의 문제를 해결하기 위한 신속한 서비스를 제공했다. 그것은 다양한 농업 분야의 전문가들에게 식물, 가축, 어업, 그리고 토지 개발에 대한 조언을 제공한다. 그는 또한 농업 문제를 해결하고 농업 기술을 적용하여 농업 생산의 생산성과 질적 향상에 대한 제안을 했다.
모바일 농업 클리닉 팀은 도움이 필요한 다양한 장소로 빠르게 이동할 수 있다. 그것은 꾸준히 작동했고 기술 서비스를 제공하고 기술을 이전할 준비가 되어 있다. 이 프로젝트를 통해, 농부들은 농업 발전과 새로운 기술에 대해 인식하도록 촉구되어 왔다.
최근 몇 년간 그는 태국의 농부들에게 의미 있는 연례 왕 쟁기 행사를 주재하는 선왕을 대표했다. 생산성 향상을 위한 효율적인 농업의 중요성을 인식한 그는 농업 활동이 전통적으로 국가의 중추로 여겨지는 농부들의 삶의 질을 향상시키는 데 도움이 될 것이라고 믿으며 전주기 농업 활동을 강조했다.

### 교육 발전
와치랄롱꼰은 아이들의 양질의 학습에 대한 접근을 개선하고 평생학습의 개념을 주입하기 위한 교육 프로젝트를 시작했다. 그는 40개의 고등 교육 기관으로 구성된 라자하트 대학 시스템과 특별한 관계를 맺고 있다. 태국 라자하트대 총장협의회 회장은 그가 전국 라자하트 대학에서 졸업식을 주재하고 있으며, 1978년부터 매년 라자하트 대학 졸업생 전원에게 학위를 수여하고 있다고 말했다. 게다가, 그는 매년 4천2백만 바트를 라자브하트 학생들에게 혜택을 주는 장학기금으로 기부한다고 알려졌다.

### 거주
대부분의 경우, 그는 독일 바이에른에 살고 있으며, 그곳에서 그는 성인기의 상당 부분을 보냈다. 그의 15살 난 아들은 이 지역에서 학교를 다닌다. 국왕은 태국을 떠나 있을 때 섭정을 임명하는 요건을 종식시키기 위해 헌법 개정을 요청하고 받았다. 그에 비해, 그의 아버지는 그의 통치 기간 동안 종종 국빈 방문을 했지만, 그는 1960년대 이후 단 한 번, 이웃 라오스에서 하룻밤을 묵었을 뿐이다.
코로나19 범유행 중이던 2020년 태국에서 비상사태가 선포된 상황에서 와치랄롱꼰은 바이에른주의 한 호텔을 빌려서 생활하였다. 그는 태국에서 전국적인 반왕정 시위가 벌어진 와중에도 태국으로 돌아가지 않았다. 독일 외교부는 독일 땅에서 태국을 통치하는 왕을 비판하였다.

## 통치

### 즉위
부왕 라마 9세가 2016년 10월 13일에 향년 89세로 서거하자 동년 12월 1일, 태국의 신임 국왕에 즉위했으며, 짜끄리 왕조의 라마 10세가 되었다.

### 대관식
2018년 두싯궁에서 열린 와치랄롱꼰의 대관식은 2019년 5월 4일부터 6일까지 3일간 열렸다. 10억 바트를 쓴 대관식은 15만 명의 인파를 몰고 올 것으로 예상되었다.

### 정치적 간섭
2017년 1월 태국의 군사 지원을 받는 의회는 새 국왕의 집무실에서 제안한 헌법 초안을 개정할 수 있도록 임시 헌법을 개정하는 데 압도적으로 찬성했다. 비평가들은 새 헌법이 군에 수년 또는 수십 년 동안 강력한 정치적 발언권을 줄 것이라고 말했다. 태국의 2017년 헌법은 2016년 국민투표에서 승인되었으며, 차크리데이인 2017년 4월 6일 아난타 사마컴 왕좌 홀에서 열린 기념식에서 마하 바지랄롱코른 국왕에 의해 승인되었다. 총리 쁘라윳 짠오차는 와치랄롱꼰 국왕의 집무실이 헌법에 왕권과 관련된 조항을 몇 차례 변경할 것을 요청했다고 말했는데, 이는 태국 국왕의 이례적인 개입이라고 말했다. 선왕이 죽은 후, 2017년에 끝난 애도 기간 동안 정치 활동은 중단되었다.
2019년 2월, 왕의 누이인 우볼 라타나(Ubol Ratana)는 탁신 연합 타이 락사 차트 당의 후보로 출마하여 태국 총리에 입후보한다고 발표했다. 같은 날, 와치랄롱꼰은 총리 입후보가 "부적절하고 위헌에 해당한다"는 내용의 긴급 왕조령을 발표했다. 태국의 선거 위원회는 공식적으로 그녀의 입후보를 중단시키면서 그녀의 총리 입후보 자격을 박탈했다.
와치랄롱꼰은 왕실과 궁전 보안 기관에 대한 직접적인 통제권을 가지고 있다.

### 논란
와치랄롱꼰은 전임 왕이었던 그의 아버지와 반대로 전에 없던 논쟁을 불러 일으키고 있다. 2020년에는 태국 전역에서 그의 사치스러운 권력에 반대하는 시위가 확산되고 있으며, 그의 문란한 사생활도 논란이 되고 있다.

## 결혼과 이혼

### 소암사왈리와의 결혼과 이혼
1977년 1월 3일, 와치랄롱꼰은 그의 어머니 쪽 사촌인 소암사왈리와 결혼했다. 그들은 1978년에 공주 한 명을 낳았다. 하지만, 그는 1970년대 후반부터 여배우와 바람을 피기 시작했고 그녀와 5명의 자녀를 두었다. 비록, 소암사왈리 공주가 수년 동안 이혼을 거절했지만, 1993년 와치랄롱꼰이 제기한 이혼소송에서 패소하면서 그해 7월 이혼하게 되었다.

### 수자리니와의 결혼과 이혼
수자리니가 와치랄롱꼰을 알게 되었을 때, 그녀는 배우 지망생이었다. 둘은 사랑에 빠졌고, 1979년 8월 29일 첫 왕자를 낳았다. 그리고 4명의 자녀를 더 낳았다. 둘은 1994년 2월에 결혼했는데, 어머니인 왕비에게는 축복 받지 못했다. 수자리니는 그녀의 본명이 아니라 그가 왕세자와 결혼하고 난 후 바꾼 이름이다. 그녀는 결혼 후 태국 왕립 육군 소령으로 임관했다. 하지만, 결혼 2년 후인 1996년, 와치랄롱꼰이 그녀가 군 간부와 간통했다는 내용의 포스터를 궁전 곳곳에 붙여, 그녀는 아이들과 함께 영국으로 피신했다.

### 스리라스미와의 결혼과 이혼
와치랄롱꼰은 2001년 2월 10일 스리라스미와 세 번째 결혼을 했다. 둘의 결혼은 2005년 초까지는 대중에 공개되지 않았다. 둘은 2005년 4월 29일 왕자를 낳았고, 스리라스미는 공주로 승격되었다. 하지만, 2014년 11월, 와치랄롱꼰은 7명의 친인척에 대한 부패 혐의 이후, 스리라스미 공주의 가족이 그녀에게 수여된 왕실 이름인 아카라퐁 프리차 왕실의 박탈을 요청하는 편지를 내무부에 보냈다. 그 다음 달, 스리라스미는 그녀의 왕위와 왕명을 포기하고 공식적으로 이혼했다. 그녀는 합의금으로 2억 바트(550만 달러)를 받았다. 그들은 결혼한 지 13년 만에 이혼했다.

### 수티다 왕비와의 결혼
대관식을 3일 앞둔 2019년 5월 1일, 와치랄롱꼰은 전 태국 왕립 보좌관 캠프 부서의 사령관 대행인 수티다 왕비와 결혼했다. 결혼신고는 방콕의 암폰 사탄 주거 홀에서 그의 여동생 시린드혼 공주와 추밀원 의장 틴술라논다와 함께 진행되었다.

## 사생활
와치랄롱꼰은 3번의 이혼과 갖가지의 기행으로 국민들에게 실망을 안겨줬다.
왕위에 오르기 전 여동생인 마하 짜끄리 시린톤이 여왕이 되어야 한다는 목소리도 이어졌었다.

## 직함
- 1952년 7월 28일~1972년 12월 28일: 와치랄롱꼰 원자 전하 (สมเด็จพระเจ้าลูกยาเธอ เจ้าฟ้าวชิราลงกรณ: 솜뎃 프라짜오 룩야트 짜오파 와치랄롱꼰)
- 1972년 12월 28일~2016년 12월 1일: 마하 와치랄롱꼰 왕세자 전하 (สมเด็จพระบรมโอรสาธิราช เจ้าฟ้ามหาวชิราลงกรณ สยามมกุฎราชกุมาร: 솜뎃 프라버로마 오라사티랏 짜오파 마하 와치랄롱꼰 사얌 마꿋랏차꾸말)
- 2016년 12월 1일~ : 국왕 폐하
  - 2016년 12월 1일~2019년 5월 4일: (สมเด็จพระเจ้าอยู่หัว: 솜뎃 프라짜오유후아)
  - 2019년 5월 4일~ : (พระบาทสมเด็จพระเจ้าอยู่หัว: 프라밧 솜뎃 프라짜오유후아)

## 서훈
- 덴마크: 코끼리 훈장
- 독일: 독일연방공화국 공로장 특급 대십자 연방공로십자장
- 일본: 국화장
- 포르투갈: 아비즈 기사단
- 스페인: 카를로스 3세 훈장

## 가족 관계

### 조부모와 부모
- 조부 : 마히돌아룰야뎃상왕
- 조모 : 스리나카린트라상왕후
- 부친 : 태국 라마 9세국왕
- 모친 : 시리낏왕태후

### 여동생
1. 우볼랏라차깔야공주 – 왕실 지위에서 제거됨
2. 시린털왕녀
3. 스리사왕카왓공여 주라펄와라이락공주

### 왕후
1. 솜사와리왕세자빈 – 라마 10세 고종사촌 – 이혼
2. 수자리니부부인 – 딱신 자손 – 이혼
3. 스리랏왕세자빈 – 이혼
4. 수티다왕후

### 후궁
1. 시니낫후궁

### 왕자
- 장남 : 주타왓 마히돌군 (1979년 ~ ) – 왕실 지위에서 제거됨
- 차남 : 왓차레설 마히돌군 (1981년 ~ ) – 왕실 지위에서 제거됨
- 3남 : 작끄리왓 마히돌군 (1983년 ~ ) – 왕실 지위에서 제거됨
- 4남 : 왓차라우이 마히돌군 (1985년 ~ ) – 왕실 지위에서 제거됨
- 5남 : 티빵껄랏차미촛왕자 (2005년 ~ )

### 왕녀
- 장녀 : 라차사리니시리팟공여 파차라키티야파공주 (1978년 ~ )
- 차녀 : 시리완나와리공주 (1987년 ~ )